# Ruthia
Ruthia is een geslacht van weekdieren uit de klasse van de Gastropoda (slakken).

## Soorten
- Ruthia ecuadoriana Shasky, 1970
- Ruthia mazatlanica Shasky, 1970